# Festival du film méditerranéen de Valence

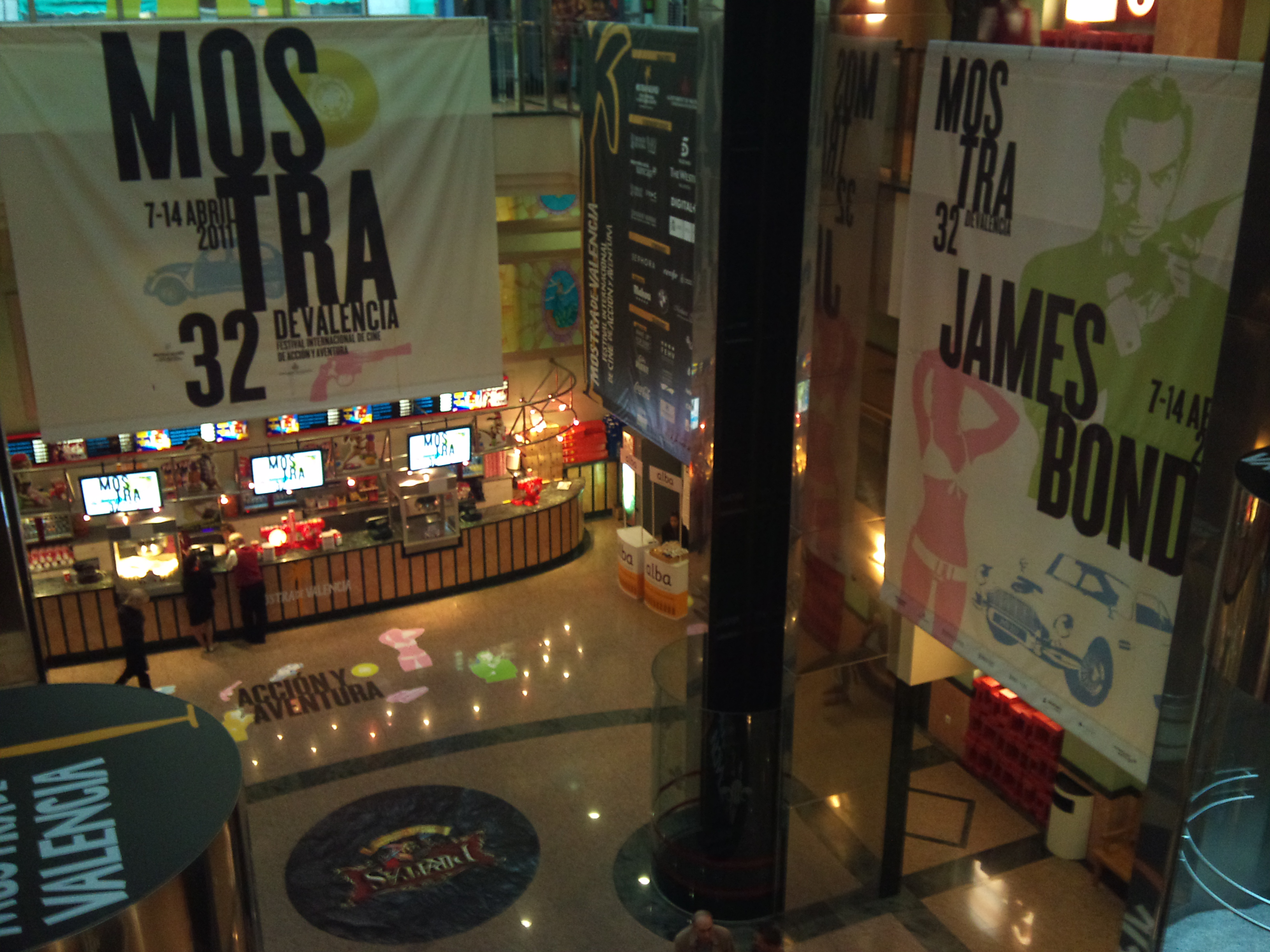
Édition 2011 du festival

La festival du film méditerranéen de Valence (en catalan : Mostra de València-Cinema del Mediterrani) est un festival de cinéma créé en 1982 se déroulant à Valence, en Espagne.
Il se déroule habituellement au mois d'octobre (auparavant au mois de juillet) durant une dizaine de jours.

## Palmarès
- 1985 : Les Baliseurs du désert de Nacer Khémir
- 1989 : Noujoum A'Nahar de Usama Mohamed
- 1989 : Le Brouillard de Zülfü Livaneli et Point de rencontre de Goran Marković
- 1990 : Halfaouine, l'enfant des terrasses de Férid Boughedir
- 1991 : Berdel d'Atef Yilmaz
- 1992 : Virdžina (Virginia) de Srđan Karanović
- 1993 : La Grande Pastèque de Francesca Archibugi
- 1994 : L'Âge ingrat de Nenad Dizdarević
- 1995 : La Légende de Balthasar le castrat de Juan Miñón
- 1996 : Les Sœurs Hamlet d'Abdelkrim Bahloul
- 1997 : La Vie de Jésus de Bruno Dumont
- 1998 : Mar Baum d'Assi Dayan
- 1999 : Kesher Ir de Jonathan Sagall
- 2000 : Les Diseurs de vérité de Karim Traïdia
- 2001 : Sladke sanje de Saso Podgorsek
- 2002 : La Chatte à deux têtes de Jacques Nolot
- 2003 : Massa'ot James Be'eretz Hakodesh de Ra'anan Alexandrowicz
- 2005 : Golemata voda d'Ivo Trajkov
- 2006 : Delo osvobaja de Damjan Kozole
- 2007 : La Maison jaune d'Amor Hakkar
- 2008 : Basra d'Ahmed Rashwan
- 2009 : Harragas de Merzak Allouache
- 2010 : Little Big Soldier de Sheng Ding